# コルドビュグル
コルドビュグル（仏: Cordebugle）は、フランスのノルマンディー地域圏、カルヴァドス県に属するコミューン。2007年の時点で121人が暮らす。

## 地理
カーンから東に55km、リジューから南東へ12kmほどいった県東端の丘陵地に位置する。クルトンヌ川、クルトネル川、プレ川などの小川が流れる。北でマロール、東でウール県のラ・シャペル＝アレン、南でクルトンヌ＝レ＝デュー＝エグリーズ、西でクルトンヌ＝ラ＝ムルドラックと接する。近くにはD613やD145の幹線道路が通る。

## 歴史
1825年、コルドビュグル（1821年の人口211人）は北東のクルトンヌ（155人）を編入した。

## 行政
- 首長：アラン・デュト（Alain Dutot、無所属、1995年6月から） 農家

## 人口の推移[3]
1806年にはクルトンヌを合わせて380人が、1836年には375人が暮らしていた。
| 1962年 | 1968年 | 1975年 | 1982年 | 1990年 | 1999年 | 2006年 | 2007年 |
| ------ | ------ | ------ | ------ | ------ | ------ | ------ | ------ |
| 73     | 72     | 72     | 101    | 110    | 91     | 117    | 121    |

## 観光スポット
- 12世紀に建てられた聖ピエール教会。歴史的建造物に指定されている[4]